# All Dressed
Albums de Plume Latraverse
Plume à l'Outremont
(1977) Chirurgie plastique
(1979)
All Dressed est un double album de Plume Latraverse paru en septembre 1978. La pochette de l'album présente une boîte à pizza avec la mention « Torelli pizzeria restaurant, tortilla platte » avec, à l'intérieur, une image de pizza, et à l'arrière, un menu contenant les différentes chansons de l'album. L'album All Dressed est sorti en Europe sous le nom de Bienvenue. Il a été réédité en 1995, sous un seul CD, sous l'étiquette Disques Dragon. Sa chanson la plus connue est assurément Les pauvres, critique ironique de la condition de ceux-ci au Québec et ailleurs.

## Liste des chansons
Toutes les chansons sont écrites par Plume Latraverse, sauf mention contraire.
| 1. | Nous autres, on s'en fout (Latraverse, P. Landry, N. Grégoire) | 3:18 |
| 2. | Moé, j'aime pas ça travailler (Michel « Chatam » St-Sauveur)   | 3:28 |
| 3. | Vie d'ange                                                     | 2:25 |
| 4. | New-Orleans                                                    | 2:00 |
| 5. | Bébé-Rama                                                      | 2:45 |
| 6. | Le Reel de la Casa (Latraverse, P. Gagnon, D. Tremblay)        | 2:55 |
| 7. | Cobaye Blues («Enregistré en 1928»)                            | 3:25 |

| 1. | Mauvaise Herbe (bleue) (« Dédié à Serge Deyglun ») | 2:20 |
| 2. | Ça bluffe!                                         | 1:53 |
| 3. | Fucké-fucké                                        | 1:55 |
| 4. | Mognon donc!                                       | 3:20 |
| 5. | Gaspoésie                                          | 2:28 |
| 6. | Sans cérémonie                                     | 2:18 |
| 7. | Springtime                                         | 3:37 |
| 8. | Not' beau local (Latraverse, Faulkner)             | 1:25 |

| 1. | Vazydrû                                  | 3:24 |
| 2. | Tête de cochon                           | 1:00 |
| 3. | Catholique Cowboy (Latraverse, Faulkner) | 5:08 |
| 4. | Margarine molle                          | 5:00 |
| 5. | Tabou                                    | 5:30 |

| 1. | Beau et chaud             | 3:00 |
| 2. | Les Pauvres               | 9:30 |
| 3. | Attrape-nigaud            | 1:21 |
| 4. | Bienheureuse Récupération | 4:00 |

## Musiciens
- Voix et guitares: Plume Latraverse
- Pitonnage, noise gate, guitare électrique, harmonica, colombien et voix: Jacques Dubey
- Accompagné par le groupe En cachette des femmes :
  - Piano, violon et voix: Raymond Boisvert
  - Batterie: Yves Boisvert
  - Basse et voix: Maurice Richard

- Mandoline: Bob Cussen
- Banjo: Wolf Poll
- Trombone: Robert Thériault
- Trompette: Roger Walls
- Saxophone et clarinette: Pierre Daigneault
- Voix: Roger Beaudoin, Fabienne Thibeault dans Bébé-Rama et Sylvie Choquette dans Les Pauvres
- Guitare électrique (pistes 1-2) : Normand Vanasse alias Banane
- Guitare électrique (Les Pauvres) : Gaston Gagnon
- Guitare acoustique (Not' beau local et Attrape-nigaud) et électrique (Catholique Cowboy) : Stephen Faulkner

## Équipe technique
- Graphisme de la pochette: Marcel Cadieux
- Illustration: Plume Latraverse
- Photos: Pierre Crépô
- Production: Les productions Production (Poézizik inc.) et les éditions Édition (CAPAC)

## Liens
- Ressources relatives à la musique :   - Discogs
  - MusicBrainz (groupes de sorties)